# TSMC
A TSMC (kínaiul 台積電), azaz Taiwan Semiconductor Manufacturing Company (kínaiul 台灣積體電路製造股份有限公司) egy tajvani félvezetőgyártó multinacionális vállalat. A világ legnagyobb, kizárólag bérgyártással foglalkozó félvezető-üzeme. A vállalat központja Tajvanon, Hszincsuban található.

## Története
A céget Chang Csung-mou (angolul: Morris Chang) alapította 1987-ben a tajvani kormány, azon belül is az Ipari Technológiai Kutatóintézet (ITRI) támogatásával. A vállalat célja az volt, hogy Tajvant a félvezetőipar egyik globális központjává tegye.
A cég úttörő szerepet játszott az úgynevezett „pure-play” félvezetőgyártás üzleti modell bevezetésében, amely szerint a vállalat kizárólag bérgyártást végez, vagyis nem tervez saját félvezető eszközöket, hanem más cégek tervei alapján gyártja azokat. Ez akkoriban új megközelítésnek számított a félvezetőiparban, amelyet addig főként az úgynevezett integrált félvezetőgyártó vállalatok uraltak, mint például az Intel vagy a Texas Instruments.
Az 1990-es években a TSMC gyors növekedésnek indult, és több gyártóüzemet is létrehozott Tajvanon. 1994-ben bevezették a vállalat részvényeit a Tajvani Értéktőzsdére, majd 1997-ben az New York-i Értéktőzsdére is.
A 2000-es évektől kezdődően a TSMC egyre fejlettebb gyártási technológiákra állt át, beleértve a 90 nm, 65 nm, majd később az 5 nm és 3 nm technológiákat is. Az ügyfélkör is folyamatosan bővült: kezdetben főként kisebb cégekkel dolgozott, később azonban olyan globális vállalatok váltak megrendelőivé, mint az Apple, Nvidia, AMD és Qualcomm.
A 2010-es években a TSMC vezető pozíciót szerzett a globális chipgyártásban. 2011-ben a világ legnagyobb félvezetőgyártó vállatává vált.
2018-ban Morris Chang visszavonult a TSMC éléről, helyét C. C. Wei vette át.
A cég 2020-ban megkezdte az 5 nm-es chipek tömeggyártását, majd 2022-ben elindította a 3 nm-es gyártási technológiát is, ezzel technológiai előnyt szerzett a versenytársakkal, köztük a Samsung és az Intel cégekkel szemben.
A geopolitikai feszültségek és a világjárvány hatására felértékelődött a TSMC stratégiai szerepe a globális technológiai ellátási láncban. 2020 után a vállalat több nemzetközi beruházást is bejelentett: Amerikai Egyesült Államokban, Japánban és Németországban is új gyárak építésébe kezdett, hogy diverzifikálja gyártókapacitását és csökkentse a kizárólagos tajvani jelenlétből fakadó kockázatokat.

## Technológia és gyártási eljárások
A TSMC piaci dominanciájának alapja a folyamatos technológiai innováció és a gyártási eljárások fejlesztésében betöltött vezető szerepe. A vállalat évtizedek óta diktálja a tempót a félvezető-miniatürizálásban, lehetővé téve a partnerei számára, hogy egyre nagyobb teljesítményű és energiahatékonyabb chipeket tervezzenek.
Néhány kulcsfontosságú mérföldkő: 
- N7 (7 nm): A 2018-ban bevezetett N7 volt a TSMC első, széles körben alkalmazott, extrém ultraibolya litográfiát is használó eljárása. Ez a technológia tette lehetővé többek között az Apple A12 Bionic és az AMD Zen 2 architektúrájú (Ryzen 3000) processzorainak gyártását, amelyek jelentős teljesítmény- és hatékonyságnövekedést hoztak.[13]
- N5 (5 nm): A 2020-ban indított tömeggyártású N5 az N7-hez képest kb. 15%-kal nagyobb sebességet vagy 30%-kal alacsonyabb energiafogyasztást kínált. Erre a technológiára épülnek többek között az Apple M1 és A14 sorozatú processzorai, amelyek forradalmasították a cég termékeit.[14]
- N3 (3 nm): Az N3E eljárással 2022-ben indult meg a tömegtermelés. Ez az utolsó generáció, amely még a FinFET tranzisztor-architektúrát használja. Az Apple az elsődleges vevője ennek a technológiának, például az iPhone 15 Pro telefonokban található A17 Pro chip is ezzel készül.[15]

Ahhoz, hogy a chipek egyre nagyobb teljesítményűek legyenek, már nem elég csupán csökkenteni a rajtuk lévő alkatrészek méretét, alapvetően meg kell újítani a tranzisztorok háromdimenziós felépítését is.
- FinFET: Ez a 3D-s tranzisztor-architektúra váltotta fel a hagyományos síkbeli (planáris) tranzisztorokat, mivel a kapu (gate) három oldalról veszi körül a csatornát (fin), így sokkal jobb vezérlést és alacsonyabb szivárgási áramot tesz lehetővé. A TSMC az N20-tól az N3-ig használta ezt a technológiát.
- Nanosheet: Az N2-től kezdve a TSMC bevezeti a nanosheet (nanolemez) architektúrát. Itt a kapu már teljesen körbeöleli a csatornát, ami még precízebb vezérlést és további teljesítménynövekedést biztosít.[16]

## A TSMC gyártóüzemei
| Helyszín            | Név/Azonosító  | Státusz      | Fő technológiák        | Megjegyzés |
| ------------------- | -------------- | ------------ | ---------------------- | --- |
| Hszincsu, Tajvan    | Fab 12         | Működik      | 5 nm, 3 nm, 2 nm (K+F) | A TSMC központja és "GigaFab"-ja, a legújabb technológiák fejlesztési helyszíne.                                                      |
| Tajnan, Tajvan      | Fab 14, Fab 18 | Működik      | 5 nm, 3 nm             | A legmodernebb tömeggyártó üzemek, a legfejlettebb chipeket itt gyártják nagy volumenben.                                             |
| Tajcsung, Tajvan    | Fab 15         | Működik      | 7 nm, 5 nm             | Szintén egyike a cég csúcstechnológiás "GigaFab"-jainak.                                                                              |
| Camas, Washington   | Fab 11         | Működik      | Kiforrott technológiák | A TSMC régebb óta működő amerikai üzeme.                                                                                              |
| Nanking, Kína       | Fab 16         | Működik      | 28 nm, 16 nm           | A kínai piacot szolgálja ki. |
| Sanghaj, Kína       | Fab 10         | Működik      | Kiforrott technológiák | Szintén a kínai piacra fókuszál. |
| Kumamoto, Japán     | JASM (Fab 23)  | Működik      | 28 nm, 16/12 nm        | Vegyesvállalat (Sony, Denso részvételével), speciális technológiákra fókuszál.                                                        |
| Phoenix, Arizona    | Fab 21         | Építés alatt | 4 nm, 3 nm, 2 nm       | A TSMC legnagyobb külföldi beruházása, több fázisban épül.                                                                            |
| Kumamoto, Japán     | JASM (2. üzem) | Tervezett    | 7/6 nm                 | Az első üzem bővítése, fejlettebb technológiákkal.                                                                                    |
| Drezda, Németország | ESMC           | Tervezett    | 28/22 nm, 16/12 nm     | Az első európai gyár, főként az autóiparra fókuszálva (Bosch, Infineon, NXP részvételével). A termelés várhatóan 2027 őszén kezdődik. |

## Külső hivatkozások
- Hivatalos weboldal